# Premio Lobačevskij
Il Premio Lobačevskij, assegnato dall'Accademia delle scienze russa, e la Medaglia Lobačevskij, assegnata dall'Università di Kazan', sono premi matematici in onore di Nikolaj Ivanovič Lobačevskij.

## Storia
Il Premio Lobačevskij fu istituito nel 1896 dalla Società di Matematica e Fisica di Kazan', in onore del famoso matematico russo Nikolaj Ivanovič Lobačevskij, che era stato professore all'Università di Kazan' e vi trascorse quasi tutta la sua vita di matematico. Il premio fu assegnato per la prima volta nel 1897. Tra la rivoluzione d'ottobre del 1917 e la seconda guerra mondiale il premio fu assegnato solo due volte, dall'Università statale di Kazan', nel 1927 e nel 1937. Nel 1947, con un decreto del Consiglio dei ministri dell'URSS, la giurisdizione sull'assegnazione del premio fu trasferita all'Accademia delle scienze dell'URSS. Il decreto del 1947 specificava che ci sarebbero stati due premi, assegnati ogni cinque anni: il Premio Lobačevskij, il principale, internazionale, per il quale sarebbero stati ammessi scienziati sia sovietici che stranieri, e un premio con menzione d'onore, riservato ai matematici sovietici. In un articolo del 2003, B.N. Shapukov, professore presso l'Università di Kazan', scrive che il decreto del 1947 specificava anche che l'assegnazione del premio da parte dell'Accademia delle scienze dell'URSS doveva essere effettuata attraverso la consultazione con l'Università statale di Kazan', ma che questa condizione non era stata seguita nella pratica.
Un altro decreto del Consiglio dei ministri dell'URSS, nel 1956, specificava che ogni tre anni sarebbe stato assegnato un solo premio internazionale, il Premio Lobačevskij.
Con lo scioglimento dell'Unione Sovietica alla fine del 1991, l'Accademia delle scienze russa è diventata legataria dell'Accademia delle scienze dell'URSS. L'Accademia russa delle scienze ha continuato a conferire il Premio Lobačevskij, assegnandolo nel 1992, 1996 e 2000. A partire da gennaio 2010, il Premio Lobačevskij è elencato tra i suoi premi sul sito web dell'Accademia.
Nel 1990-1991, mentre si preparava la celebrazione del 1992 del 200º anniversario di Lobačevskij, gli organizzatori di questa celebrazione dell'Università di Kazan' fecero pressioni sul governo sovietico per istituire un premio speciale dell'Università di Kazan' in onore di Lobačevskij. Un decreto del giugno 1991 del consiglio dei Ministri dell'URSS ha così istituito la "Medaglia Lobačevskij", per gli eccezionali contributi alla geometria, che verrà assegnata dall'Università di Kazan. La medaglia è stata assegnata dall'università nel 1992, 1997 e 2002. L'articolo di Shapukov menziona che durante il concorso del 1997 per la medaglia, la sezione di matematica dell'Accademia delle scienze russa si è lamentata del processo di assegnazione della medaglia. Il sito web dell'università per la medaglia Lobačevskij contiene un elenco dei destinatari del Premio Lobačevskij dal 1897 al 1989, che esclude i premi del 1992, del 1996 e del 2000.

## Vincitori del Premio Lobačevskij

### Università di Kazan'
- Sophus Lie, 1897
- Wilhelm Killing, 1900
- David Hilbert, 1903
- Ludwig Schlesinger, 1909 (assegnato nel 1912)
- Friedrich Schur, 1912
- Hermann Weyl, 1927
- Élie Cartan, 1937 (principale, internazionale, premio)
- Viktor V. Wagner, 1937 (premio speciale per giovani matematici sovietici)

Nel 1906 Beppo Levi ricevette una menzione d'onore. Il premio stesso non è stato assegnato.

### Accademia sovietica delle scienze
- Nikolai Efimov, 1951
- Aleksandr D. Alexandrov, 1951
- Aleksei Pogorelov, 1959
- Lev Semënovič Pontrjagin, 1966
- Heinz Hopf, 1969
- Pavel Alexandrov, 1972
- Boris Delaunay, 1977
- Sergei Novikov, 1980
- Herbert Busemann, 1983
- Andrey Kolmogorov, 1986
- Friedrich Hirzebruch, 1989

### Accademia russa delle scienze
- Vladimir Arnold, 1992
- Grigory Margulis, 1996
- Yurii Reshetnyak, 2000

## Vincitori della medaglia Lobačevskij

### Università di Kazan'
- Aleksandr P. Norden, 1992
- Boris P. Komrakov, 1997
- Mikhail Gromov, 1997
- Shiing-Shen Chern, 2002
- Richard Schoen, 2017
- Daniel Wise, 2019

Nel 1997, Valery N. Berestovsky (Russia), Idjad Kh. Sabitov (Russia) e Boris Rosenfeld (USA) hanno ricevuto una menzione d'onore.